# Eishockey Jugend Kassel
Die Eishockey Jugend Kassel (EJK) ist ein Eishockeyverein aus Kassel, dessen Herrenmannschaft Kassel 89ers (Eightyniners) derzeit in der Hessenliga spielt. 
Der Verein wurde mit dem Ziel gegründet, den Eishockeynachwuchs in der Region zu fördern und kooperiert seit seiner Gründung kontinuierlich mit den professionellen Eishockeyclubs der Kassel Huskies (derzeit: KSE GmbH). Da der EJK e. V. an der privaten KSE GmbH keine Anteile hält, handelt es sich rechtlich nicht um den Stammverein der GmbH. Zwischen EJK und KSE existiert lediglich ein gemäß DEL2-Lizenzordnung vorgeschriebener Kooperationsvertrag. Die Zusammenarbeit spiegelt sich auch in der Verwendung visueller Elemente der Corporate Identity der Huskies wider.
Durch diese umfassende Struktur leistet die EJK einen wichtigen Beitrag zur Entwicklung des Eishockeysports im Norden Hessen und der umliegenden Region, indem sie talentierte Spielerinnen und Spieler fördert und ihnen die Möglichkeit bietet, auf verschiedenen Wettbewerbsniveaus zu spielen. 

## Geschichte
Seit Gründung 1994 unterhielten die Kassel Huskies eine eigene Nachwuchsabteilung, die durch einen Förderverein unterstützt wurde. 2001 wurde die Eishockey Jugend Kassel gegründet und übernahm die Nachwuchsabteilungen der Huskies, es folgten die Neugründung einer Damenmannschaft als Ice Cats Kassel im Jahr 2007 (Heute: Kassel Huskies Ladies) und die Kassel 89ers (Eightyniners) als Herrenmannschaft in der Hessenliga.
Der U20-Nachwuchs des Verein ist seit deren Gründung 2000 regelmäßig in zweiten respektive dritten Division der Deutschen Nachwuchsliga präsent, den Nachwuchsligen in der Altersklasse U20 des Deutschen Eishockey-Bundes. Zwischen 2003 und 2013 spielte die U20-Mannschaft der EJK in der Junioren-Bundesliga des DEB.

### Eishockey Jugend Kassel in der Oberliga
Zur Saison 2010/11 wurde dem Club Kassel Huskies infolge eines Insolvenzantrags die Lizenz entzogen, durfte jedoch als Unternehmen nicht in der Oberliga antreten.
Zum gleichen Zeitpunkt war die Eishockey Jugend Kassel Meister in der Hessenliga. Statt wie bisher nur in der Hessenliga zu bleiben, wurde die Option geprüft in der Regionalliga West oder in der Oberliga anzutreten. Die Entscheidung fiel zugunsten der Gründung einer Oberliga-Mannschaft, während weiterhin aus Teilen des bisherigen Teams ein neues 1b Team für die Hessenliga aufgestellt wurde.
Drei Saisons blieb die Eishockey Jugend Kassel in der Oberliga. 2014 kam es zu einer Neugründung eines Unternehmens das als Kassel Huskies in der DEL2 antritt. Seitdem ist die Eishockey Jugend Kassel wieder ausschließlich in der Eishockeyförderung und dem Freizeitbetrieb tätig.

## Teams

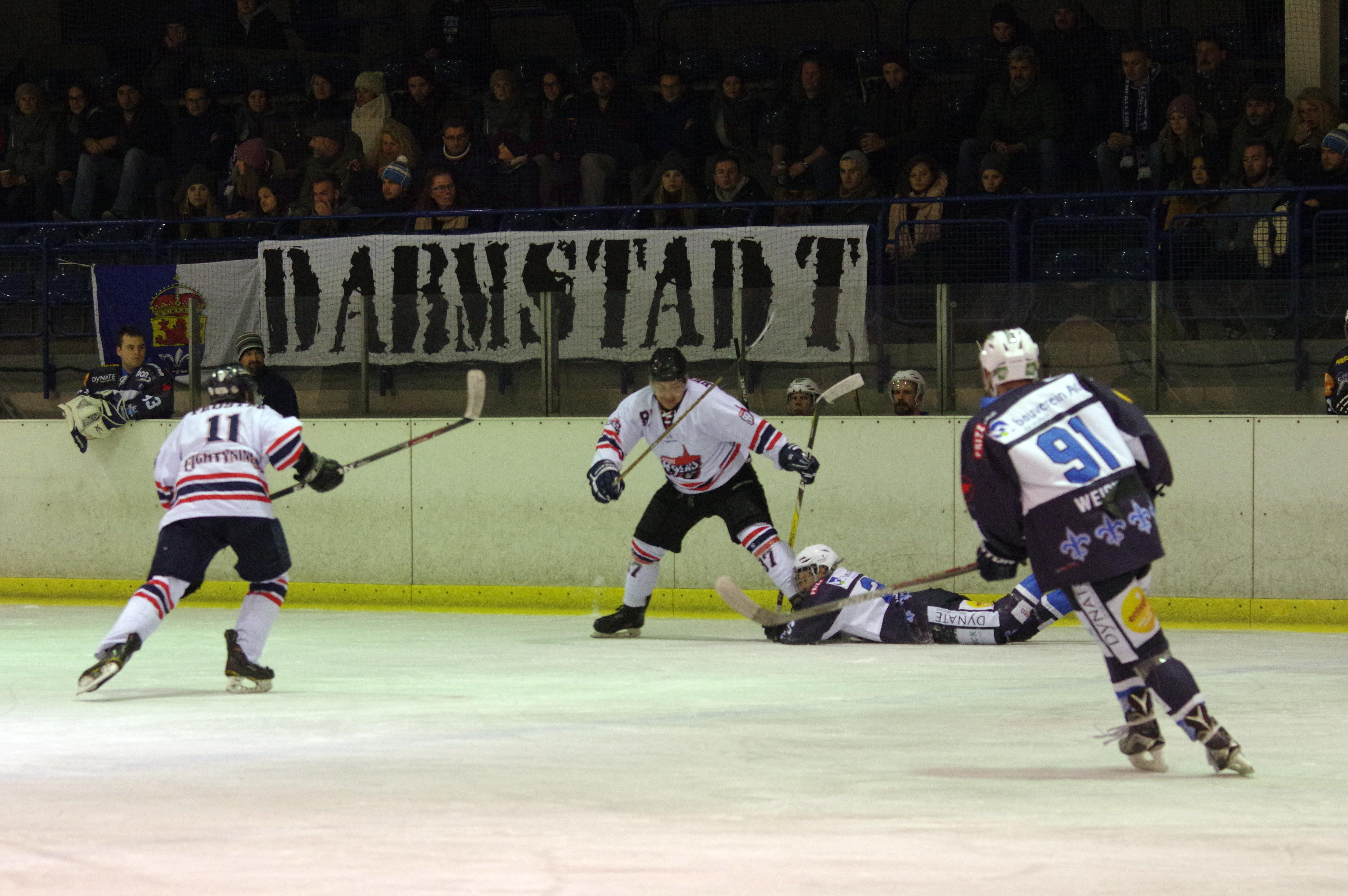
Spiel der 89ers in Darmstadt

### Nachwuchs
Der Nachwuchs umfasst alle Altersklassen von den Kleinkindern bis zur U20, die in der DNL spielt.

### Herren
Seit 2015 trägt das Herrenteam der EJK den Namen Kassel 89ers (Eightyniners). Das Logo wurde von Matthias Kolodziejczak und Daniel Lammel entworfen und nimmt Bezug auf den Kasseler Herkules. Die 89ers treten in der Hessenliga an.

### Damen
Das Damenteam wurde 2007 unter dem Namen Icecats Kassel neu gegründet und wurde 2014 in Huskies Ladies umbenannt. Es tritt in NRW an und hat ein sehr großes Einzugsgebiet, weil es nach wie vor wenige Frauenteams gibt.

## Bekannte Spieler der EJK (Auswahl)
- Ennio Albrecht
- Lasse Bödefeld
- Adriano Carciola
- Fabio Carciola
- Michael Christ
- Derek Dinger
- Alexander Heinrich
- Manuel Klinge
- Artjom Kostyrev
- Tim Lucca Krüger
- Moritz Müller
- Mirko Pantkowski
- Aaron Reckers
- Justin Schütz
- Tobias Schwab
- Jan Luca Sennhenn
- Steve Themm
- Yannik Valenti